# Docirava vastata
Docirava vastata är en fjärilsart som beskrevs av Walker 1866. Docirava vastata ingår i släktet Docirava och familjen mätare. Inga underarter finns listade i Catalogue of Life.